# Symmorium
Symmorium es un género extinto de peces cartilaginosos del orden Symmoriida, parecido a Stethacanthus, del que se diferencia por la ausencia de aleta dorsal en forma de yunque. Los científicos consideran que Symmorium era la hembra de Stethacanthus.[cita requerida]
- Datos: Q7661350
- Multimedia: Symmorium / Q7661350